# La libertad del diablo
La libertad del diablo (en inglés Devil's Freedom) es un documental mexicano del 2017 dirigido y escrito por Everardo González,enfocado en el fenómeno de violencia en México a partir de la guerra contra el narcotráfico.

## Argumento
El documental investiga el fenómeno de la violencia en México en el siglo XXI, dando voz a víctimas y victimarios. Su propósito es ahondar en los motivos y las consecuencias que generan y acarrean los actos violentos.

## Premios y nominaciones
| Premio                                   | Categoría                     | Nominados                                                                         | Resultado |
| ---------------------------------------- | ----------------------------- | --------------------------------------------------------------------------------- | --------- |
| Festival Internacional de Cine de Berlín | Premio Amnistía Internacional | Everardo González                                                                 | Ganador   |
| Festival Internacional de Cine de Berlín | Mejor Documental Original     | Everardo González                                                                 | Nominado  |
| Premios Ariel                            | Mejor Película                | Artegios y Animal de Luz Films                                                    | Nominado  |
| Premios Ariel                            | Mejor dirección               | Everardo González                                                                 | Nominado  |
| Premios Ariel                            | Mejor guion original          | Everardo González y Diego Enrique Osorno                                          | Nominados |
| Premios Ariel                            | Mejor montaje                 | Paloma López Carrillo                                                             | Nominada  |
| Premios Ariel                            | Mejor fotografía              | María Secco                                                                       | Nominada  |
| Premios Ariel                            | Mejor sonido                  | Matías Barberis, Bernat Fortiana, Pablo Tamez, Jaime Baksht y Michelle Couttolenc | Nominados |
| Premios Ariel                            | Mejor música                  | Quincas Moreira                                                                   | Nominado  |
| Premios Ariel                            | Mejor documental              | La libertad del diablo                                                            | Ganador   |

## Comentarios
Este filme ocupa el lugar 35 dentro de la lista de las 100 mejores películas del mexicanas, según la opinión de 27 críticos y especialistas del cine en México, publicada por el portal Sector Cine en junio de 2020.